# Dějiny Bengálska
Dějiny Bengálska se prolínají s historií celého indického subkontinentu a okolních oblastí jižní Asie a jihovýchodní Asie. Bengálsko je označení historické oblasti a etno-lingvistického regionu, která zahrnuje území Bangladéše a částečně Indie – stát Západní Bengálsko a ásamský okres Karimganj, který se nachází ve východní části subkontinentu, na vrcholu Bengálského zálivu a jemuž dominuje úrodná delta Gangy.
Tento region byl starým Řekům a Římanům znám jako Gangaridai, království, jehož válečné síly vedly ke stažení Alexandra Velikého z Indie.
O prehistorii Bengálska je toho známo velmi málo. Archeologické nálezy na tomto území podporují tvrzení, že na tomto území existovala zemědělská společnost od roku 1250 př. n. l.. Nicméně, identita těchto lidí může být pouze odhadována z antropologického a lingvistického výzkumu. Historie Bengálska se obvykle člení na tři období. Období starověké, středověké a novověké (moderní).
Středověké období je obvykle v Bengálsku spojováno s obdobím muslimské dominance. Moderní období pak začíná příchodem Evropanů, zejména pak, úpadkem Mughalské říše a nástupem Britů .

## Středověk

### Muslimové

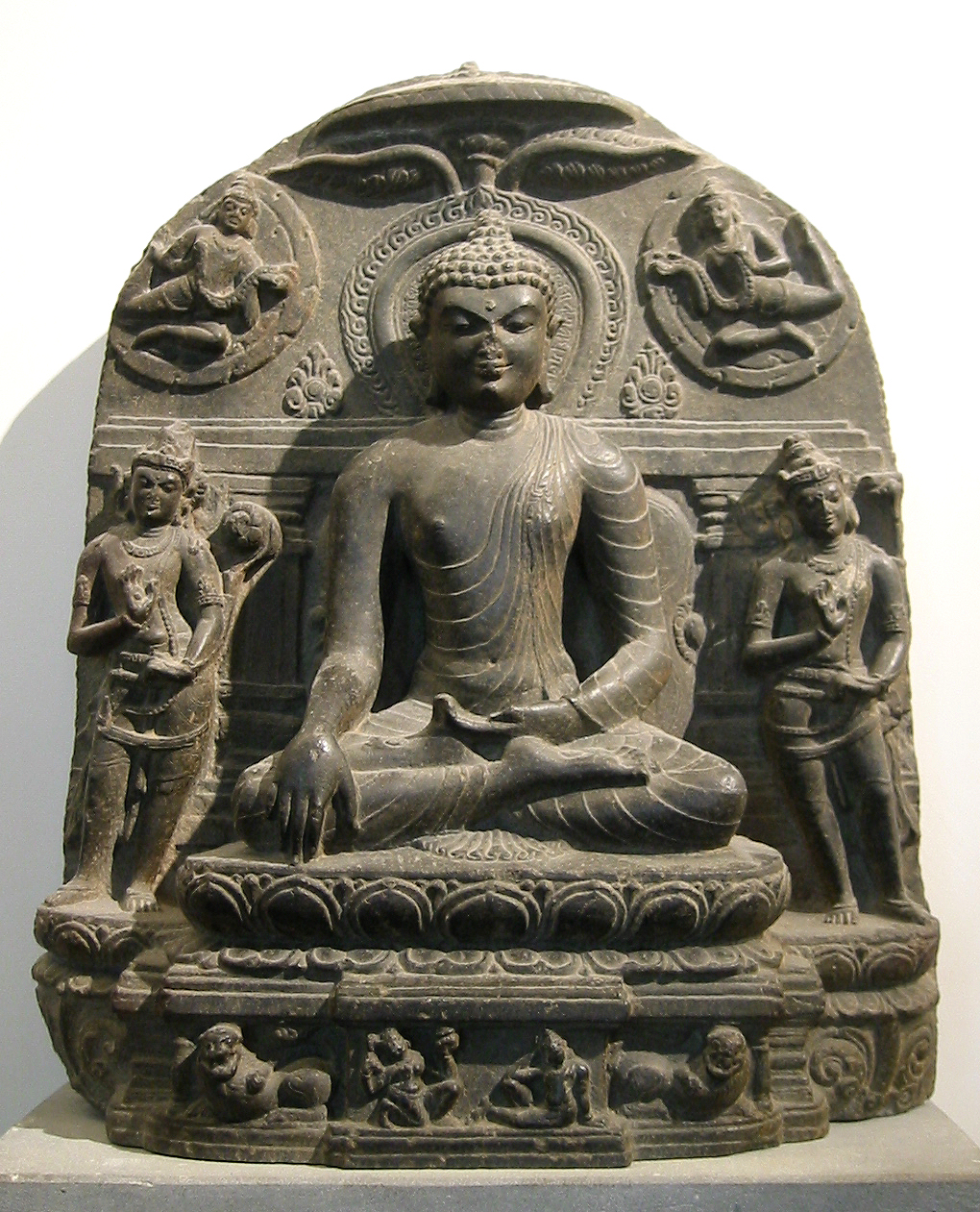
Buddha a bódhisattvové, 11. století, říše Pala.

Muslimové začali přicházet do Indie v 7. století n. l., ale do východní Indie pronikli až na konci 12. století. Turečtí vojáci s sebou přinesli řadu vynálezů – kovové třmeny, podkovy (vynalezeny pravděpodobně na Sibiři v 9. století), nebo kolovrat na rychlejší výrobu textilu. Od počátku muslimské vlády v Bengálsku do roku 1282 byli bengálští vládci nepříznivě ovlivněni turecko-afghánským bojem v mameluckém Dillíském sultanátu. Vládci oblasti často jednali nezávisle a většinou svou nezávislost více prosazovali v dobách úpadku centrální moci. Nicméně bengálští vládci téměř vždy začínali jako guvernéři v Dillíském sultanátu, a proto měl sultanát stále vliv na místní politiku, i když šlo o tak vzdálenou provincii. S pádem mameluků Bengálsko víceméně získalo nezávislost, ačkoli bylo rozděleno.

### Úpadek Dillíského sultanátu
V roce 1287 Nasir-ud-dín Bugra Chán, tehdejší guvernér Bengálu, odmítnul nástupnictví na Dillíský trůn po sultánu Balbanovi. Místo něj byl Balbanovým nástupcem roku 1286 jmenován Bugrův synovec Kay Kosru. Nicméně kvůli dvorním intrikám byl na trůn nakonec dosazen Kay Ku-bad (1286–1289), syn Chána Bugry. Následně v roce 1286 využil Chán Bugra oslabené centrální vlády v Dillí a vyhlásil nezávislost Bengálu, načež se prohlásil bengálským sultánem (1286–1291). Poté Bugra Chán dál využil oslabeného Dillíského sultanátu a se svou armádou se vydal na válečnou výpravu proti Dillískému sultánovi Kay Ku-badovi, svému vlastnímu synovi. Při postupu dobyl Awad a Bihár. Nakonec předložil svému synovi mírové podmínky, jimiž uznal jeho panství a vrátil mu Awad za cenu uznání Bengálské nezávislosti. Avšak později byl Kay Ku-bad zavražděn velitelem jeho vojsk Jalal-ud-dínem (zakladatelem pozdější Dillíské dynastie Chaldžijů), což Bugrou Chánem otřáslo, následkem čehož abdikoval a přenechal vládu nad Bengálem svému synovi Rukun Ud-dínovi Kaikausovi. Za jeho vlády v letech 1291–1301 byla malá část východního Bengálska pod muslimskou nadvládou a západní Bengálsko bylo pod vládou Rukuna Ud-dína (dobyto pro něj jeho guvernérem chánem Zafarem). Dillíský Chaldžijský sultanát nemohl v této době zaútočit na Bengálsko, ale vyháněl tam své zločince.

### Rozštěpené Bengálsko
Šáh Firuz se stal sultánem Lakhanauti a vládl v letech 1301–1322. Nebylo jasné kdo vlastně byl. Ibn Battuta tvrdil, že je to syn chána Bughry. Dobyl většinu Bengálska včetně Satagaonu (znovu pod vedením chána Zafara), Majamanasimu, Sonargaonu a Siletu. Přejmenoval město Pandua na Firozabad.
Šach Firuz měl nejméně šest synů a po jeho smrti nastoupil na trůn nejstarší Šibab-ud-dín (1322–1324), ale Ghiyas-ud-dín ho porazil a zabil všechny své bratry kromě, Nasira-ud-dína a Šibaba-ud-dína. V té samé době zažíval Dillísky sultanát přechod k dynastii Tughluků. Ghiyas-ud-dín uprchl do Ghiyaspuru ve východním Bengálsku. Ačkoliv byl poražen, toto rozdělilo Bengálsko ve dví. Obě části ztratily dočasně svou nezávislost, dostalo se pod nadvládu Dillíského sultanátu. A ve městech Sonargaon a Satagaon vládl jako guvernér chán Bahram.

### Nezávislé Bengálsko
V roce 1336 po smrti chána Bahrama, se moci v Sonargaonu zmocnil jeho osobní strážce chán Fakr-ud-dín Mubarak (vydal právo nechat razit mince). Nicméně, byl poražen představiteli Dillíského sultanátu (Kadarchán). Ale ten se znelíbil vlastním vojákům a ti ho zabili. Mukliš se poté ujal vlády v Lakhanauti po znovudobytí Sonargaonu kde pokračoval ve vládě Ibn Battuta (1338–1350) a byl následován Ikhtyarem-ud-dínem. Ali Mubarak poté nechal zavraždit Mukliše a vládl v Lakhanauti jako Ala-ud-dín (1341–1342) a přenesl své sídlo do Pandui. Ala ud-dín a Fakr ud-dín vedli pravidelné boje. Nejdříve na vodních cestách a poté i na souši. Fakr ud-dín stál tváří tvář vzpouře, kterou vedl fakír Šaida, který dočasně okupoval Sodkaoang a poté i Sonargaon, ale byl poražen a poslán na smrt. Ale, fakíři zažívali dobré časy pod Fakrem-ud-dínem a ekonomika také prosperovala. Ale daně byly pro hinduisty vyšší než pro muslimy. Ala-ud-dín byl zavražděn úředníkem Malikem Iliyasem Hadžim, který poté vládl jako šach Šam-ud-dín Iliyas. A ten v roce 1352 porazil Ikhtiara-ud-dína a sjednotil Bengálsko. A pod vládou jeho dynastie v letech 1342–1415 se z něj stala silná moc. Tento režim provokoval silné náboženské cítění odsunutím hinduistů z podílu na politické moci a zabavil půdu hinduistické vlastníky. Tento režim a jeho následovníci, kterými byli také muslimové, vládli v Bengálsku po období asi 20 let(1415–1435), kdy následovník šáha Iliyase uzmul moc. Tato dynastie pak vládla další půl století (1435–1487). Po krátké mezihře habešské moci se Bengálsko dostává pod nadvládu Husajnsko-Šahiské dynastie. Bengálsko na počátku Mughalů v období (1538–1563) byla dominantní vláda dvou afghánských dynastií (Šer Šach Suri a Karani). Po tomto období se Bengálsko stalo mughalskou provincií do počátku moderních dějin. Bengálsko Mughalové dobyli v roce 1576.

### První Evropané v Bengálsku

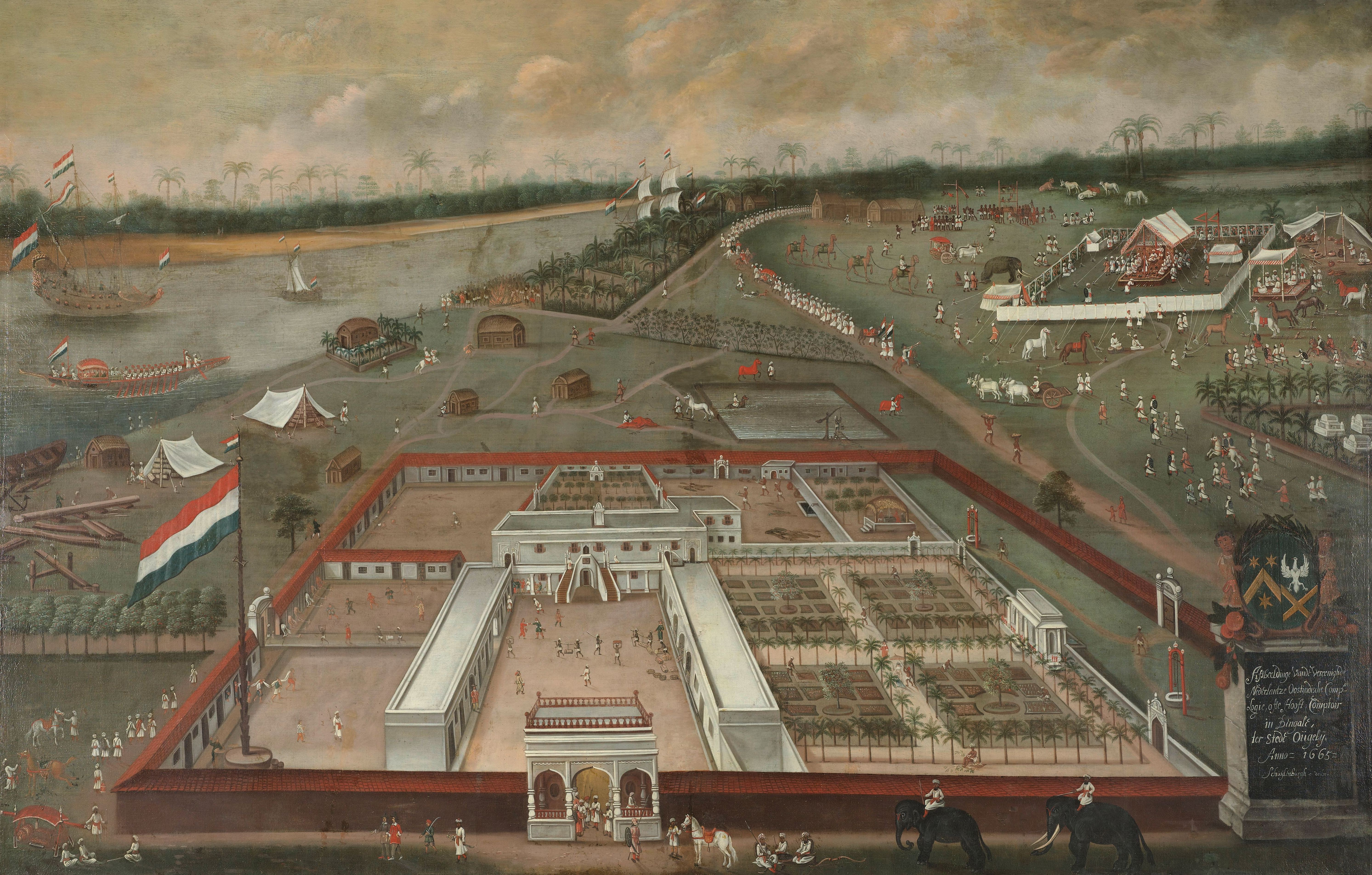
Nizozemská faktorie v Bengálsku, 1665

Britská Východoindická společnost založená na základě královské listiny královny Alžběty I. 31. prosince 1600 v Bengálsku vytvořila faktorie v Hugli, Cossim Bazaru a Anglickém Bazaru. Všechny indické usedlosti byly administrativně pod kontrolou pevnosti St. George v Mádrasu, která byla vytvořena roku 1658. Faktorie v Sutanuti vytvořena Jobem Charnockem 24. srpna 1690 a práva na výběr daní (zamindari) v Sutanuti, Govindapuru a Kalkatě byly koupeny Brity od rodiny Suvarna Chowdhury 10. listopadu 1698 a to nájemní smlouvou z Barissy.
Portugalci se v Bengálsku objevili jako první. První výpravu provedli do Čitagaónu a zabrali ho v roce 1517 a ustavili zde faktorii společně s pevností Fort Grande, dřívější usedlost v Dianze byla zabrána králem Arakanu v roce 1607, 1615 jej získali zpět, ale v roce 1616 ho zase zatratili a Portugalci a Arakánci se stali spojenci. Portugalci začali s pirátstvím a znovu osídlili Diangu po roce 1616. Naprosto zde svou pozici ztráceli Mughalové v roce 1665 se Portugalci usazují v Ferenghi Bazaru nedaleko Dhákky a v Saptagramu (Port Pequeno) v Bandel de Hugli (1580). A založili zde opatství na příkaz augustiniánů v roce 1599 (udrželi ho do roku 1632). Také měli menší osady v Dhácce (1580), Sripuru, Čandeánu, Bakle, Katrabu, Lorikulu, Bhulue, Hidžili (1520–1636), Tamluku (1635) a Balešwaru. V roce 1680 zde bylo více než 20 000 Portugalců.

## Moderní dějiny

### Úpadek Mughalské říše a počátek britské nadvlády
Po Mohamedu Azimu Al-Dinovi (1698–1700), Azim-us-šan místokrál v Bengálsku, zvolil Muršida Quliho jako divána Bengálska. V této době už byla mughalská říše pod silným tlakem ze všech stran (byli zapleteni ve válce se Sikhy v západní Indii).Po krátké mezihře v roce 1707 pod vládou šacha Azama Kama Bakšema, syna Aurangzeba, Mughalská říše nakonec připadla třetímu synovi šachu Bahadurovi (1707–1712). Po jeho smrti se rozpoutal boj o moc mezi jeho syny, kteří všichni toužili po moci. V roce 1713 se v Bengálsku vzbouřil Faruk Siyar a získal moc v Dillí (1713–1719) a Muršid Qulichán se stal místokrálem v Bengálsku. Založil Muršidabad a přesunul sem své hlavní město. Zároveň začal s novým zemským systémem Idžara (rovné daně, nezávislé na produkci). V roce 1717 předal Faruk Siyar práva volného obchodu v Bengálsku Britům (za Brity jednal Hamilton). Muršid Qulichán s tím byl nespokojen a jako bengálský Naváb se stal nezávislým na mughalské říši. Vládl do roku 1727. V roce 1739 se na mughalskou armádu snesla zdrcující porážka z rukou šacha Nadira a Mohameda na severozápadních hranicích. Stále více útoků přicházelo ze strany Afghánců a Maráthů. Mughalové pod těmito útoky mohutně slábli. Nastal soumrak jejich říše. Toto oslabení umožnilo hrát důležitější roli Britům. Ti využili krizi ve svůj prospěch. Štvali prince proti sobě a tím více a více říši rozřezávali. Poslední dva králové v Bengálsku jsou dodnes připomínaní za svůj boj proti Britům v roce 1757 (Palásí). Byli jimi Aliwirdi Chán Hašim ad-Dawla a Mirza Mahmud Širaj ad-Dawla. Toto byl počátek nové éry pro Brity.

### Dobytí Bengálska Brity
Britové začali skrze Bengálsko svoji indickou kolonizaci. V roce 1757 v už zmiňované bitvě u Palásí, ve které Britové porazili spojené armády Bengálska, Biháru a Orissy. Toto byla bitva, která změnila dějiny nejen pro Bengálsko nebo pro Indii, ale stejně tak pro celý Západ. Obeplutí Afriky Vascem Da Gamou bylo první kapkou a tahle bitva a následné dobytí nejbohatší části Indie (Bengálska) bylo základem pro dnešní moderní Evropu. To mělo brzy změnit a katapultovat Británii do čela světové moci na několik století. Tato bitva byla počátkem pádu Indie a rozkvětu západu. Robert Clive je znám jako britský hrdina této bitvy a byl to on, kdo položil základy britské vlády v Indii. Vytvořil armádu z indických žoldáků nazvaných Lal Paltan (protože měli oblečeny červené kabáty – lal je červená). Tyto jednotky (ačkoliv zde byly i jednotky bengálské) byly v této době těžko přijímány některými Bengálci. Mnoho jich bylo ze západního Biháru, Hindustánu, Rádžputy, Patánu atd.
Bengálsko bylo silnou mughalskou provincií a proto měli Britové těžkou představu o tom jak získat Bengálsko od mughalské říše, ale Robert Clive dosáhl nemožného. V tuto chvíli byl Nawab Siradžudowla polonezávislým guvernérem (navábem) Bengálska pod Mughalskou říší. Měl mnoho nepřátel a rivalů včetně rodinných příslušníků, kteří se chtěli stát navábem. Britové (Robert Clive) vytvořili spojenectví s těmito rodinnými rivaly a tato aliance změnila rozložení sil.
Mizrafar (navábův strýc a generál) a další generálové byli podplaceni a zradili ho v bitvě. Hlavní část Siradžudowlových sil nikdy nedosáhla bojiště u Palásí. S žoldnéřskou armádou a využitím vnitřní zrady Britové dosáhli největšího vítězství. Po tomto vítězství byl Siradžudowla zabit Miranem, synem Mizrafara.
Mizrafar se stal navábem Bengálska. Ale byl pouze loutkou v rukou Britů. Brzy abdikoval a předal titul svému zeti Mir Kassimovi, který předal Britům území Burdwanu, Midnaporu a Čitatongu. Britové zase využili vnitřní rivality ve svůj prospěch. Po nějakou dobu britská Východoindická společnost vyzvedala funkce loutkových vládců, ale prakticky byla moc v jejich rukou. V roce 1763 byl Mir Kassim poražen společností (Buxar) a na post navába byl znovu dosazen Mizrafar.
Po tomto vítězství v Bengálsku, Clive vytvořil jiné Sípahisjké (žoldnéřské) jednotky v Bengálsku a šest dalších v Mádrasu (1759). Dobytí Bengálska znamenalo, že celá severovýchodní Indie byla víceméně pod nadvládou britské Východoindické společnosti.

### Velká britská vítězství
Žoldnéřské armády vedené majorem Hectorem Munroem porazili alianci Mir Quasima, navába z Oudhu a mughalského císaře v roce 1763 v bitvě u Buxaru. Toto bylo další důležité vítězství pro Brity. Po této bitvě se Východoindická společnost stala vůdčí silou v polovině severní Indie.
Mughalský císař byl zajat a stal se britským vězněm. Clive předpokládal, že jeho vláda v Bengálsku po událostech v roce 1765 a 1772 stane dosti pevnou a že definitivně odstraní navába. A tak se Bengálsko a s ním i Bihar a Orrisa stane de facto britskou kolonií. Technicky, to stále nebyla část britského impéria, ale byly pod vládou Společnosti.
Armáda společnosti se skládala z 1000 Evropanů a 59 000 indických žoldáků. Byly to ty jednotky, které porazily Mughaly a dobyly Bengálsko. V roce 1772 došlo k prvnímu velkému vzbouření. Bengálské jednotky se vzbouřily a uvěznily své důstojníky. Byly to jednotky Lal Paltan. Povstání bylo potlačeno 6. bengálskou domorodou pěchotou a vůdcové povstání byli hrozným způsobem popraveni v roce 1775.
V roce 1779 spojená aliance indických vládců bojovala proti žoldnéřským jednotkám. V bitvě zvítězili Britové. Znovu Britové použili Indy proti Indům.
V roce 1796 už Společnost byla hlavní silou v Indii. Kontrolovala obrovské území obsahující Bengálsko které bylo jedním z hlavních obchodních center. Bengálska armáda v rámci britské indické armády měla 24 000 vojáků.
Byla rozdělena do:
- evropské dělostřelectvo – tři bataliony po třech plucích každý
- evropská pěchota – tři regimenty po deseti plucích každý
- domorodé jezdectvo – čtyři jezdecké regimenty po šesti jednotkách každý
- domorodá pěchota – dvanáct regimentů po dvou batalionech každý

Do této chvíle byla Bengálská armáda složena hlavně z muslimů z Oudhu, Rádžputány a Pandžábu. Po bitvě u Buxaru, kde byl mughalský císař poražen začaly změny. Do armády bylo rekrutováno více hinduistů z Bengálska. Procento muslimů kleslo asi na 25%. Od roku 1775 se začali připojovat i hinduisté z Oudhu. Velikost bengálské armády byla větší než velikosti armád v Mádrasu a Bombaji. Od tohoto období byla bengálská armáda složena z Bengálců.
Na konci 18. století znamenal pro Brity hlavní hrozbu Pandžáb a Afghánistán. Britové stále více využívali indické jednotky a bengálská armáda udělala pro Brity většinu práce.

### Britové v Bengálsku
Britové v Bengálsku vybírali daně bez jakékoli zodpovědnosti k zemi. Od počátku v roce 1757, kdy byl poražen Siradžudowla, Britové plundrovali Bengálsko a to, co vyplundrovali, bylo okamžitě vloženo do průmyslové revoluce v Anglii. Kořist z Bengálska byla investována do nového britského průmyslu, zatímco ztráta kapitálu a pád prodeje bengálského zboží způsobil konečný pád Bengálska. Z nejrozvinutější části Indie se stala část nejzaostalejší. V roce 1813, se Britové rozhodli, že Indové už nebudou déle průmyslovým národem, ale zemědělským národem a kolonií industrializované Anglie. Britské zboží bylo prodáváno v Indii a indické zboží bylo postupně nahrazováno. Obchod byl prováděn pouze jedním směrem. Británie neimportovala z Indie, ale pouze sem vyvážela své zboží. Takže zatímco Británie začala s masivní industrializací, Bengálsko (a zbytek Indie) byl deindustrializován. Indický export byl pomalu utlumen. Bengálsko bylo ohromně poškozeno.
Britové odváželi surové materiály z Bengálska a zpátky Bengálcům prodávali průmyslové výrobky z Británie. Mušelín byl stále důvodem hrozby pro britské továrny a tak tkalci byli donuceni zastavit produkci mušelínu a nesměli předávat své znalosti potomkům. K prosazení této politiky byly soukeníkům useknuty palce na rukou. Předchozí vládci Bengálska nevystavovali lid tak krutým okolnostem. Pod vládou Britů se z Bengálců, jednoho z nejbohatších, stal jeden z nejchudších národů na světě. Britové prosadili v Bengálsku barbarský systém Zamindari. Britský systém Zamindari byl extrémnější formou feudálního systému. Příjmy z daní v Bengálsku byly v roce 1765 zdvojnásobeny, ale jen díky zhoršujícím se podmínkám pro lidi. Systém daní byl dále změněn ještě v roce 1773. Warren Hastings představil nový způsob vlády, ve kterém bude mít právo vybírat daně ten, kdo předloží na aukci vyšší nabídku. To znamenalo, že neexistoval strop pro rolnické daně. V roce 1793 byl zákon uznán na neomezenou dobu, daně jako celek budou odváděny Společnosti.
Rolníci toho museli snášet hodně, ale situace se dále zhoršovala. Byli donuceni produkovat tržní plodiny pro Brity, spíše než plodiny pro vlastní spotřebu nebo plodiny, které běžně pěstovali. To způsobilo v Bengálsku velké hladomory. Taková hrozná vláda nebyla v Bengálsku ani v celé Indii do té doby k vidění a britská okupace Indie měla v řadě okolností genocidní charakter.

### Boj
Na počátku roku 1800 v Narkebarii (nedaleko Kalkaty) začalo s odporem první velké hnutí nezávislosti vedené Titumirem. V rámci násilné kampaně proti Britům se svým synem Džawharem Alim a dalšími vybudoval legendární pevnost Banšer Kella na obranu proti Britům. 19. listopadu 1831 se střetli s britskými jednotkami a byli Brity poraženi. Titumir a jeho syn se stali mučedníky. Avšak rebelie nezemřela s Titumirem a ani nebyl prvním rebelem. Odboj proti Britům začal již když v Bengálsku začali se svými aktivitami. V roce 1824 se vzbouřil 47. regiment. Vůdcové byli oběšeni a neozbrojení vojáci byli rozstříleni dělostřelectvem.
V letech 1855–1856 se v Bengálsku vyskytly další revoluce. Šantalové (starověcí lidé) v Bengálsku a Biháru začali s revoltou proti tyranii britských vládců. Neměli pušky ani děla a bojovali pouze sekerami, luky a šípy. Byli rozdrceni, ale jejich odvaha byla inspirující.
V roce 1856 proběhla neověřená zpráva, že patrony nových pušek, které se musely před použitím prokousnout, byly pomazány kravským a prasečím tukem. Krávy jsou posvátné pro hinduisty a vepřové mají zakázáno jíst muslimové. V Bengálsku proto někteří vojáci odmítli používat tyto patrony. V Dillí se vzbouřilo 85 vojáků a byli proto uvězněni, ale to vedlo k velké vzpouře v armádě. Indické jednotky povstaly a vydaly se směrem na Dillí. Když tato zpráva dorazila do Bengálska, tak i zde došlo k masivnímu vzbouření. Brzy tato vzpoura zasáhla celou severní a centrální Indii.
V roce 1857 po propuknutí rebelie se Britové pokusili zavést sociální programy.

### Britská Indie

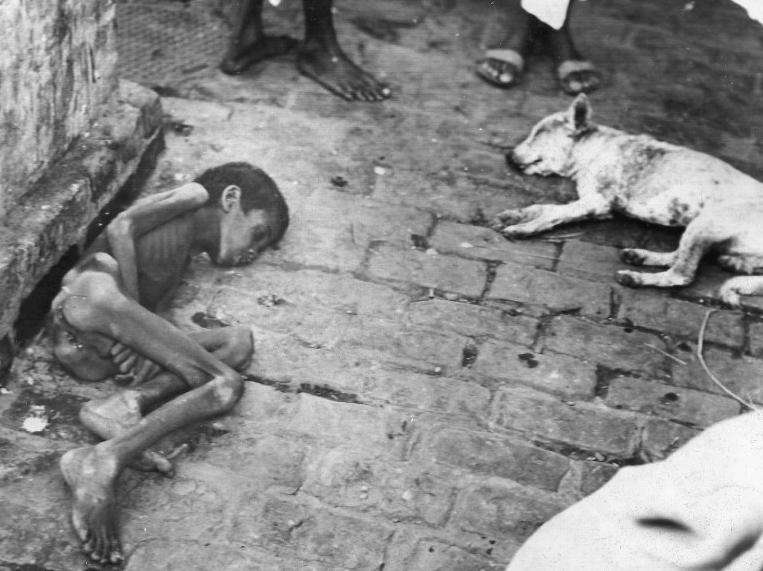
Podvyživené dítě umírající během hladomoru roku 1943

Východoindická společnost prodala Indii britské koruně a 1. listopadu 1858 indická vláda přešla pod moc britské královny Victorie, která udělala z Kalkaty hlavní město a vládla zde prostřednictvím místokrálů.
V roce 1905 bylo Bengálsko rozděleno pod vládou arogantního lorda Curzona, který byl britským místokrálem v rebelující provincii. Způsob rozdělení byl urážkou pro bengálský lid, ale statkáři dali svou podporu Britům. Nakonec ale byli Britové v roce 1911 pod lidovým tlakem donuceni toto rozdělení podle náboženského klíče zrušit.

### Muslimská Liga
V roce 1911 také vzniká formace Celoindické muslimské ligy. Tato strana byla formována už od roku 1906 v Dhacce. Byla založena muslimskými statkáři. To bylo opravdu temným dnem v Bengálsku, protože všechny snahy pro nezávislost tím byly zrazeny. Muslimská liga totiž vyhlásila svou oddanost vůči Britům a přesvědčila muslimy vystoupit ze snah vedoucích k nezávislosti. Jejich první prohlášení obsahovalo mimo jiné: podporu pocitu loajality britské vládě mezi všemi indickými muslimy, odstranit všechny špatné koncepce, které budou vznikat proti britské vládě.

## Vývoj Bengálska po druhé světové válce

### Zkáza Bengálska
Během rozdělení Indie po získání nezávislosti v roce 1947 na muslimský Pákistán a převážně hinduistickou Indii, bylo Bengálsko znovu rozděleno na dva celky. Západní část (převážně hinduistická) připadla Indii a stala se indickým svazovým státem Západní Bengálsko a východní část (muslimská) se stala východní provincií Pákistánu (od roku 1956 nazývána Východní Pákistán). Východní Pákistán (dnes Bangladéš) byl od západního Pákistánu oddělen 1100 kilometry území Indie. Bengálci a západní Pákistánci byli součastí jednoho státu, i přes to že hovořili rozdílnými jazyky, měli jiné zvyky, jinou historii i kulturu. Toto dělení také rozdělilo mnoho bengálských rodin. Jedinou společnou věcí pro oba národy bylo náboženství. Oba národy byl převážně islámské. Ale stupeň fanatismu byl zcela odlišný. V Bengálsku například často muslimové ani nenavštěvovali mešity.

### Cesta k nezávislosti
Východní a západní Pákistán nebyly rovnocennými partnery v novém islámské státě. Ačkoli mělo Bengálsko intelektuální vedení a větší populaci, moc spočinula v rukou západního Pákistánu. Hlavním městem se stalo Karáčí (později přesunuto do Islamabádu) v západním Pákistánu. Vláda, ekonomika, armáda a celá infrastruktura Pákistánu byla pod kontrolou západních Pákistánců. Od úplného počátku zde byla diskriminace. Vůdcové v západním Pákistánu započali s koloniálním postojem na východě. Východ se stal podřízeným státem. Hlavní továrny, nerostné bohatství a potraviny východu byly servírovány západu. Východ měl příjmy z daní, ale měl velmi malý rozvoj a vůbec žádné sociální programy. Pouze jeden ze čtyř vládních fondů byl utracen ve východním Pákistánu. Bengálci byli také drženi od lepšího zaměstnání. To co zbylo z bengálské ekonomiky po zpustošení Brity, to bylo úplně vymazáno během této doby západním Pákistánem.
Postupně se v západním Pákistánu vytvořily prvky rasismu. Považovali Bengálce za podřadné. Neuznávali jejich zvyky a tradice. Považovali je za hinduisty. Tento rozdíl mezi východem a západem byl ještě větší než zeměpisná vzdálenost.
Od doby vzniku Pákistánu je historie Bengálska poseta drsným až brutálním zacházením od armády a policie. Pákistán chtěl změnit Bengálsko silou, určili většinu bengálských zvyků jako hinduistických. Během pěti let po rozdělení se imperiální postoj Pákistánu (západního) stal velmi zřejmým, když se Pákistánci pokusili nahradit bengálskou kulturu. Po dívkách bylo vyžadováno, aby nenosili tečku (červený bod) na čele. Mnoho bengálských slov bylo nahrazováno urdskými slovy. Byl zrušen festival Tagore, protože byl považován za hinduistický. V roce 1952, generál Jahija Chán, vyhlásil Urdštinu (mluvilo ji 4% obyvatel celého Pákistánu a to pouze v západním Pákistánu) jako státní jazyk celého Pákistánu. Tímto rozhodnutím zcela ignoroval Bengálce, jejichž jazyk, Bengálštinu, používalo více lidí v rámci Pákistánu (75 miliónů). Bengálci si to nechtěli nechat líbit a začali s jazykovým hnutím. Tyto tlaky byly největší na univerzitách.
21. února 1952 západopákistánská policie a paramilitaristické jednotky stříleli do demonstrujících studentů na univerzitě v Dhacce (nazývané Oxford východu). Studenti požadovali ustavení Bengálštiny jako státního jazyka. Několik jich bylo zastřeleno. Pákistánci doufali, že použití síly donutí Bengálce uznat Urdštinu. Ale snahy zintensivněly a staly se největší prioritou národního hnutí a pákistánská vláda nakonec přijala Bengálštinu jako druhý státní jazyk v roce 1954. Tato krvavá událost byla vnímána jako definitivní moment pro Bangladéšský nacionalismus. Studenti a intelektuálové měli po krk pákistánského imperialismu.
V Bengálsku bylo hodně občanského násilí, hlavně od muslimských extrémistů proti kmenovým lidem Bengálska. Šantalové, Čakmasové byli masakrováni režimem fanatických muslimů. Systém teroru pokračoval a intensivněl. Šantalové se bránili pouze luky a šípy.
V roce 1958 byla zformována fronta Jukto. Vyhrála volby a slíbila, že se chopí moci. Nicméně byli odstraněni od moci vojensky za jeden den. Generál Ajub Chán vyhlásil stanné právo. Boje pokračovaly, vojenský režim byl užší a sevřenější a Bengálci se stávali víc a víc revolučnější. Během času se stávala čím dál tím víc populární liga Awami. Jejich základními principy byly: sekularizace, nacionalismus, demokracie. Byla to strana umírněného středu. Ostatní tvrdě socialistické (komunistické) strany se dostaly do pozadí na mnoha místech. Komunismus byl dominantní na univerzitách. Učitelé byli většinou komunisté a hodně studentů následovalo hlavně unii Čatra (komunistickou) a několik jich následovalo ligu Čatra (umírnění socialisté a komunisté). Poté do Bengálské politiky vstupuje nové jméno což se mělo stát dobrým i špatným. Šejk Mudžobur Rahman, zločinec. Začal svou kariéru vyděračstvím a zločinem. Ale brzy se stal velkým politickým vůdcem, vzhledem k jeho velmi dobrým řečnickým schopnostem. Někteří, jako třeba Nejemal Bašir ho považovali za agenta CIA. Moc šejka Mudžobura v lize Awami postupně rostla. Pomlouval Maulana Bašaniho, což byl původní vůdce strany. Byl to socialista, který volal po oddělení Bangladéše od Pákistánu, dlouho před všemi ostatními. Šejk Mudžobura se stal postupně uznávaným jako národní vůdce, ale většina nevěděla o jeho špatné minulosti. V roce 1970 se dostává do čela strany Awami. Lidé v něm viděli naději na změnu. Všechny ostatní strany se staly druhořadými. Po přesvědčivém vítězství ve volbách v roce 1970 byl považován za národního hrdinu, ale nebyl k tomu důvod. Celá země stála za národní frontou, kterou se měla stát Awami. Nakonec byli lidé Bengálska spojeni pod vůdcem socialistické strany Awami, ačkoli měl sám pochybný charakter. Bylo to požehnání nebo tragédie přestrojená za požehnání?
Různé politické strany tvrdí, že ony jsou hrdiny roku 1971 a války za nezávislost. Objevila se řada partyzánských revolučních snah, které odstartovali komunisté jako jednotící národní hnutí. Pak tu byly jednotky Mudžiba Bahiniho. Dnes někteří lidé tvrdí, že komunisté nikdy nebojovali v revoluci. Komunistická skupina Sorbohara také měla podíl v partyzánské válce, ale jednotky Mudžiba Bahiniho bojovali proti nim a mnoho jich zabili a tak musela Sorbohara bojovat na dvou frontách s Pákistánci a Mudžiby. Komunisté viděli obě strany jako nepřátele lidu. Awami také vytvořila jednotky během války. Ale ve skutečnosti šejk Mudžib nechtěl oddělení nebo válku tak brzy, ale chtěl zůstat pod pákistánským režimem. Válku chtěl až tehdy, když viděl, že není jiná možnost k získání moci. Awami tak zradila sny revoluce a mnoho svobodných bojovníků jako Motiur Rahman Motul, cítili, že revoluce nebyla úplná a cítil potřebu znovu se chopit zbraní.

### Nezávislost
V roce 1971 proběhla neúspěšná jednání mezi Pákistánským prezidentem Jahjá Chánem, vítězem voleb v Západním Pákistánu Bhuttem a vítězem voleb ve Východním Pákistánu Mudžíburem Rahmánem. Mudžíbur Rahmán požadoval povolení zasedání nového parlamentu, ve kterém jeho strana získala absolutní většinu, zatímco Bhutto, jehož strana získala pouze čtvrtinu křesel to odmítal. Po posledním jednání 25. března byl Mudžíbur Rahmán zatčen za vlastizradu a Jahjá Cháovi jednotky vtrhli do měst Východního Pákistánu, kde začala operace, kterou některé zdroje označují za genocidu. Nejvyšší čísla hovoří až o 3 milionech mrtvých na základě Jahjá Chánovi slavné věty: "Zabijte tři miliony z nich a zbytek nám bude jíst z rukou." Přičemž Pákistánské strana odmítá uznat vyšší číslo než 300 tisíc (Jahjá Chánova vláda dokonce odmítala číslo vyšší než 16 000). Pravděpodobně však počet mrtvých bude někde mezi jedním a dvěma miliony. Metody byly drastické, lidé byli zaživa upalováni v hořících domech či hromadně popravováni na náměstí. Velká část ofenzivy byla zamířena na likvidaci inteligence. Univerzita v hlavním městě Dháce byla vyhlazena do jediného přítomného studenta. V důsledku brutálního postupu pákistánské armády ze země uprchlo asi 20 milionů lidí, především do Indie, jen v Západním Bengálsku se jednalo o více než 10 milionů, což způsobilo sociální kolaps tohoto indického státu, který Západní Bengálsko řešilo vyzbrojováním uprchlíků a jejich odesíláním do bojů ve Východním Pákistánu. Získalo podporu centrální vlády a z trénování partyzánských oddílů se stal celoindický úkol číslo 1. Pákistánské armáda reagovala vybombardováním Bangladéšských uprchlických táborů v Indii, čímž formálně odstartovala Třetí indo-pákistánská válka. Indická armáda uplatnila svou drtivou převahu a bleskově osvobodila všechna Bengálská města. 16. prosince pákistánská armáda bezpodmínečně kapitulovala.
Hybnou silou povstání z 27. listopadu byly dva prapory armády, které odmítly poslušnost pákistánskému velení. Dnes se tyto prapory hrdě nazývají Senior Tigers. Kruté a krvavé boje trvaly do 16. prosince 1971, kdy byla vyhlášena nezávislost Bangladéše. Příslušníci těchto dvou praporů dodnes nosí purpurové lemování límců uniforem jako připomínku prolité krve za nezávislost.
V lednu 1972 byl Mudžíbur Rahmán propuštěn z pákistánského vězení a jako hrdina se vrátil do vlasti. Stal se prvním premiérem a uplatňoval princip socialismu, s velikým spojenectvím směrem k Sovětskému svazu a Indii (její tehdejší premiérka Indira Gándhíová sdílela prosovětskou orientaci). Ústavně zakázány byly islamistické strany a pročínská Komunistické strana (Čína byla vedle Pákistánu hlavním nepřítelem Bangladéše, mimo jiné blokovala až do roku 1974 přijetí Bangladéše do OSN). Dále prosadil tvrdé zákony proti kolaborantům, kteří mimo jiné ztráceli všechna politická práva. 28. prosince 1974 vyhlásil výjimečný stav a během ledna 1975 prosadil následující opatření: zavedl prezidentský systém, zakázal všechny politické strany kromě jemu loajální aliance BAKSAL a prohlásil se prezidentem.

## Stručný přehled dějin

### Období slávy
Pre-1500 př. n. l. – 600 př. n. l.: osídlení Bengálska
600 př. n. l. – 320 n. l.: pobřežní expanze do jižní Indie, Srí Lanku a jihovýchodní Asie a počátek buddhismu nahrazuje hinduismus

### Období říší
320–500: období Guptovců (začlenění do severní Indie)
500–750: chaos
750–1200: buddhistické a vzdělávací centrum. Partnerská éra (expanze do severní Indie)

### Období temna
1200–1400: úpadek a zahraniční invaze
1400–1600: rané islámské období
1600–1800: mughalské období, nezávislost
1800–1900: britská krutá vláda, destrukce ekonomiky

### Období revolucí
1900–1947: protibritská revoluce, odlomení Bengálska (rozdělení a moci), dělení a nezávislost Indie
1947–1952: vznik východního Pákistánu. Útisk, ničení kultury, jazykové hnutí
1952–1971: poslední mrzačení bengálské ekonomiky a genocida v roce 1971, svoboda přichází po revoluci
1971–2000: korupční a antilidské vlády